# Stick It
Stick It (Stick It ¡Que les den! en España y Pisando firme en Hispanoamérica) es una película estadounidense protagonizada por Jeff Bridges, Missy Peregrym y Vanessa Lengies. La película fue escrita y dirigida por Jessica Bendinger, producida por Touchstone Pictures y estrenada en teatros el 28 de abril de 2006.

## Elenco
- Missy Peregrym como Haley Graham.
- Jeff Bridges como Burt Vickerman.
- Vanessa Lengies como Joanne Charis.
- Maddy Curley como Mina Hoyt.
- Nikki SooHoo como Wei Wei Yong.
- Kellan Lutz como Frank.
- John Patrick Amedori como Poot.
- Tarah Paige como Tricia Skilken.
- Jon Gries como Brice Graham.
- Gia Carides como Alice Graham.
- John Kapelos como Chris DeFrank.

### Cameos
- Tim Daggett - Él
- Elfi Schlegel - Ella
- Bart Conner - Él
- Carly Patterson - Ella
- Nastia Liukin- Ella
- Valeri Liukin - Él (Ayudante de Nastia Liukin en su rutina de barras asimétricas).

### Dobles
- Isabelle Severino - Doble de gimnasia de Missy Peregrym (principal).
- Annie Gagnon - Doble de gimnasia de Vanessa Lengies.
- Jessica Miyagi - Doble de gimnasia de Missy Peregrym (Barra de equilibrio – IG Clásica).
- Kate Stopper - Doble de gimnasia de Maddy Curley.
- Tacia Van Vleet - Doble de gimnasia de Nikki SooHoo.

### Gimnastas de élite de Vickerman
- Annabeth Eberle
- Annie Gagnon
- Kate Stopper
- Tacia Van Vleet
- Alicia Saari

### IG Clásica / Campeonato Nacional de Gimnasia
- Stefanie Aeder
- Belinda Archer
- Mohini Bhardwaj
- Jesús ''Fillo'' Carballo
- Tiffany Chan
- Lenika de Simone
- Nicole Doherty
- Nadia Fairfax
- Tania Gener
- Jennifer Greene
- Meloney Greer
- Melany Hars
- Jessica Hoffman
- Erin Labarr
- Jaime Mabray
- Stephanie Moorhouse
- Melissa Munro
- Aleea Newton
- Andree Pickens
- Jamie Saas
- Emilie Schutt
- Allana Slater
- Yang Yun

## Banda sonora
1. We Run This - Missy Elliott (Stick It Edit)
2. Abra Cadabra - Talib Kweli
3. Beware of the Boys - Panjabi MC (Mundian To Bach Ke)
4. Fire Fire - Fannypack/Mr. Vegas
5. One big holiday- My mornign jacket
6. Dance Commander - Electric Six
7. Game, The - Jurassic 5
8. If I Only Knew - Lisa Lavie
9. Breakdown - The Toques
10. Nu Nu - Fannypack (Double J & Hayze Extended mix)
11. Crowded - Jeannie Ortega/Papoose
12. Anthem Part Two - Blink-182
13. Hittin' the Bars - Mike Simpson
14. Come Baby Come - K7
15. Outta My Way - Damone
16. Love Song - J.P. Amedori (Bonus Track)
17. Brain Stew - Green Day
18. Our Lawyer Made Us Change The Name Of This Song So We Wouldn't Get Sued - Fall Out Boy
19. I Slept With Someone in Fall Out Boy and All I Got Was This Stupid Song Written About Me - Fall Out Boy